# Acacia acoma
Acacia acoma é um arbusto pertencente ao género Acacia e ao subgénero Phyllodineae. É nativo de uma área nas regiões Great Southern e Goldfields-Esperance da Austrália Ocidental.
O arbusto ereto, espalhando normalmente cresce a uma altura de 0.1 to 0.6 m (0 to 2 ft). Floresce de agosto a setembro e produz flores amarelas.